# Salud pública dental
Salud pública dental  (DPH) es una especialidad no clínica de la odontología también conocida como odontología comunitaria.
La salud pública dental está implicada en la valoración de necesidades y mejoras de salud dental de poblaciones más que individual.
Uno de los temas polémicos que relacionan a la salud pública dental es el fluorado al beber agua. El enjuague bucal comercial también ha sido causa de preocupación, con algunos estudios que enlazan a riesgos aumentados de cáncer oral.

## Recursos académicos
- Revista de Salud Pública Dentistry[8]

Parece que hay mucho más que se puede hacer para ayudar a las personas a prevenir la caries dental sobre la base de lo que ya se conoce.
Incluso con el fluorado e higiene oral, la decadencia dental es todavía la más común enfermedad relacionada que afecta las familias, teniendo impactos económicos como enfermedades de corazón, obesidad y diabetes.
Aun así la decadencia es fácil de impedir reduciendo la desmineralización ácida por los alimentos dejado en dientes, neutralizando ácido después de comer, o al menos dos veces al día masticando una forma especial de dentífrico antes o después de cepillar.
Todas las cavidades de caries, ocurren por desmineralización ácida de dientes cuando se mastica comida de hojas que es atrapada en dientes. Aun así más de 95% de la comida atrapada queda empaquetada entre dientes después de cada comida o bocado, y encima 80% de las cavidades se desarrollan dentro de fosas y fisuras en surcos encima de superficies de masticado donde el cepillo y dentífricos de fluoruro no pueden alcanzar.
Los selladores de fisuras pintadas sobre las superficies de masticación bloquea el alimento que se va atrapando en el interior de fosas y fisuras, previniendo la desmineralización ácida y la caries dental tanto como la fluoración, donde se producen más del 80% de las caries. Los selladores fuerzan dentro de fosas y fisuras (bajo presión de masticar) penetrando más profundamente en el interior de las superficies de masticación de alimentos, donde el cepillado no puede alcanzar como se ve con un modelo de vidrio de una fisura.
Masticar fibras vegetales, como el apio después de comer ayuda a la saliva dentro de fosas y fisuras y entre los dientes para diluir carbohidratos como el azúcar de los alimentos atrapados, neutralizando el ácido y remineralizando dientes mejor que la goma de mascar que no puede absorber o expulsar saliva.
Masticar dentífrico antes o después de cepillar ayudaría al fluoruro a remineralizar superficies de dientes susceptibles interdental y fosas de interior y fisuras donde el cepillando no puede lograr.
La salud pública dental, una especialidad dental preocupada principalmente con prevención de caries dental y enfermedad periodontal (enfermedad de los tejidos que rodean los dientes). La salud pública dental se practica generalmente a través de patrocinio gubernamental con programas, los cuales son mayoritariamente dirigidos hacia públicos de niños escolares en la creencia que su educación en higiene oral es la manera mejor de lograr que el público general. El patrón para tales programas antiguamente era la visita anual de un dentista a los escolares y conferencias para demostrar técnicas de cepillando. Los 1970s vieron la aparición de programas que incluyen una semana de sesiones de unahora de instrucción, manifestación, y cuestionarios y respuestas, conducidos por un dentista y un ayudante dental y asistido por un profesor quién anteriormente había recibido varias horas de instrucción. También se hicieron programas de TV de educación de salud dental, donde los padres estuvieron animados para observar.
En una escala más grande, la salud pública dental ha sido preocupación con la mejora de salud oral en poblaciones grandes. Así, el fluorado de suministros de agua municipales a mediados de los 1940s a resultas de estudios conducidos por el Servicio de Salud Pública de EE. UU. Este servicio es también implicado en la entrega de cuidado dental a determinadas poblaciones, incluyendo originarios americanos en reservas, así como la población eskimo de Alaska.

## Alcance de la salud pública dental
Las áreas importantes de actividad de salud pública dental incluyen:
1. Vigilancia de salud oral.
2. Evaluando la evidencia en salud oral e intervenciones dentales, programas, y servicios.
3. Política y desarrollo de estrategia e implementación.
4. Liderazgo estratégico y colaborativo trabajando para salud.
5. Mejora de salud oral.
6. Salud y protección pública.
7. Desarrollo y control de calidad de servicios dentales.
8. Inteligencia de salud pública dental.
9. Salud pública dental académica.
10. Función dentro de los servicios de salud.[12]